# (24106) 1999 VA12
A (24106) 1999 VA12 a Naprendszer kisbolygóövében található aszteroida. Charles W. Juels fedezte fel 1999. november 10-én.